# Dead Island
Dead Island (ook bekend als Island of Living Dead) is een rollenspel in een open wereld, ontwikkeld door Techland en uitgegeven door Deep Silver voor Microsoft Windows, PlayStation 3 en Xbox 360. Het spel werd voor het eerst aangekondigd op de E3 2006, maar is later verschoven naar 2011. Het spel kwam uit op 6 september 2011 in Noord-Amerika en op 9 september 2011 voor de rest van de wereld (behalve Duitsland, waar het spel verboden werd).
In het spel moet de speler op een door zombies overlopen eiland trachten te overleven.

## Gameplay
Dead Island is een openwereldspel, verdeeld in vijf gebieden en gespeeld in de eerste persoon. Het grootste gedeelte van het spel bestaat uit het vechten tegen zombies en het voltooien van zijmissies. Dead island is een actie-RPG en gebruikt een op ervaring gebaseerde skill tree. De speler krijgt ervaring door het voltooien van opdrachten, zijmissies en het doden van zombies of andere vijanden. Als men een level omhoog is gekomen, kan men een ervaringspunt gebruiken om een speciale actie te ontgrendelen.
Bij het vechten wordt gebruikgemaakt van vuurwapens, messen, stokken enz. die men kan aanpassen. Slagwapens staan centraal, aangezien men voor ten minste het eerste kwart van het spel geen vuurwapens zal vinden. Deze wapencategorie bestaat uit: Stompe wapens (Blunt weapons), zware wapens die veel schade toebrengen, maar niet altijd even handig zijn, en uit scherpe wapens (Bladed weapons), wapens zoals messen, die vooral handig zijn voor het gooien of hand-tot-hand-gevechten. Wapens kunnen overal te vinden zijn en bijzondere wapens zijn op vooraf bepaalde plaatsen te vinden, of kunnen gevonden worden door het doorzoeken van vijanden. Ieder wapen heeft zijn unieke eigenschappen en is vooral gebaseerd op de actuele eigenschappen van de speler. Elk wapen kan vier keer worden verbeterd om de eigenschappen te vergroten, en bijna alle wapens kunnen worden gemodificeerd, dit betekent dat men bijvoorbeeld spijkers in een honkbalknuppel slaat om deze effectiever te maken.
Er is ook een balk voor uithoudingsvermogen, die ervoor zorgt dat na een aantal fysieke inspanningen, zoals rennen, springen of het zwaaien van een wapen, de speler moet stoppen om uit te rusten en de balk weer te vullen. Als dit gebeurt kan de speler niet aanvallen en is deze dus erg kwetsbaar. Het spel heeft ook speciale zombies. Deze zijn sterker en/of sneller dan de normale zombie (walker). Spelers moeten ook hun zaklamp gebruiken in donkere gebieden of 's nachts, welke ook een lege batterij kan krijgen.
Zombies in dit spel hebben verschillende bekwaamheden, zoals de Infected die snel kunnen rennen, en de walkers die langzaam zijn doch krachtigere aanvallen hebben. De 'Thug' is een grotere en sterkere zombie dan normaal, een 'Suicider', een zombie die eigenlijk nog leeft en de speler vraagt hem te doden, maar ontploft zodra hij zich dicht bij de speler bevindt. Verder zijn er nog de 'Ram', een soort combinatie van Thug en Infected, waarvan de laatste sneller kan rennen en waardoor men omvergebeukt kan worden, een 'Butcher', een zombie met afgekauwde armen die erg snel is en over een sterke aanval bezit, en ten slotte de 'Floater', een opgezwollen en gladde zombie die ontvlambaar gif over de speler heen kotst, vergelijkbaar met de 'Boomer' uit Left4Dead-spellenreeks.

## Hoofdpersonages
- Sam B. (stem door Phil Lamar), een eendagsvliegrapper uit New Orleans. Hij werd door het Royal Palms-hotel voor een optreden gevraagd op een van de feesten van het verblijf. Iedereen die het spel gespeeld heeft kent zijn fictieve nummer 'Who do you Voodoo Bitch'.
- Xian Mei (stem door Kim Mai Guest), is een receptioniste bij het Royal Palms-hotel. Geboren en getogen in China, werkt ze nu als een geheim agent voor de Chinese regering. Om haar geheime activiteiten te dekken, doet Xian een aantal dingen voor het verblijf en hotel.
- Logan Carter (stem door David Kaye), een voormalige rugbyer, wiens roem naar zijn hoofd is gestegen. Zijn ego heeft een eind gemaakt aan zijn glansrijke toekomst, terwijl hij deelnam aan een gevaarlijke straatrace met tragische gevolgen. Logan heeft in deze race niet alleen een jonge vrouw doodgereden, maar ook zijn knie gebroken waardoor het onmogelijk werd om verder te sporten.
- Purna (stem door Peta Johnson), een Australische Aboriginal, voormalig officier bij de South Wales Police Force, die haar carrière heeft verloren door tijdens een inval een kindermoordenaar neer te schieten die nog een proces zou krijgen. Purna is hierna gaan werken als lijfwacht voor VIP's en is op deze manier op het eiland Banoi terechtgekomen.
- Ryder White (stem door Joe Hanna), een kolonel bij de Australische defensie die met de speler praat in de missie 'Chaos Overture', en op deze manier aanwijzingen geeft om van het eiland af te komen. Hij is op het eiland vanwege zijn inmiddels geïnfecteerde vrouw Emily White, hij verblijft tijdens het gehele verhaal in de grote gevangenis die bij Banoi Island ligt.

## Speluitbreidingen
Dead Island heeft na de uitgave ook nog speluitbreidingen ("DLC", downloadable content) gekregen. Als men het spel gereserveerd had, kreeg men bij de uitgave direct het speciale wapen "The Ripper", een honkbalknuppel waar een cirkelzaag aan vast is gemaakt. Later (22 november 2011) kregen degenen die gereserveerd hadden ook direct de "Bloodbath Arena-uitbreiding". In dit pakket zaten in totaal vijf nieuwe gebieden, waarvan de eerste een oude bunker is waar soldaten zich ophouden en van waaruit de speler naar vier verschillende arena's kan vertrekken om daar hordes zombies te overleven. Alles wat gevonden wordt in deze arena's wordt overgeplaatst naar het gewone spel en kan ook in de normale verhaallijn worden gebruikt. Ook krijgt de speler hierbij toegang tot vijf extra wapenaanpassingen. Namelijk: de Red Hot Blade mod, waarmee de speler een verhit mes kan maken, de Tesla Bomb mod, waarmee een granaat kan worden gemaakt die, als deze explodeert, een groot elektrisch veld creëert. De Stun Bomb, met hetzelfde effect als de Tesla Bomb, doch minder effectief, de Poison Bomb, een giftige granaat, en de Shock Bomb, die nabije vijanden kan elektrocuteren.
The Ripper Mod was eerst alleen beschikbaar voor mensen die het spel hadden gereserveerd, later met de uitgave van de Game of the Year Edition kregen ook andere spelers toegang tot dit materiaal.
Ten slotte is er de Ryder White Campaign-uitbreiding, die uit een kort singleplayerverhaal beschikt over de antagonist; deze uitbreiding kwam uit op 1 februari 2012. Het doel van deze campagne is om de speler zich te laten verdiepen in de handelingen en motieven der antagonist. Het leeuwendeel van het verhaal in het verhaallijn gaat over het redden van de vrouw van Ryder (antagonist), Emily White, die geïnfecteerd is. Ryder moet een medicijn zien te vinden om zijn vrouw te redden. Het meeste van dit verhaal speelt zich af in de gevangenis die net van de kust van Banoi ligt.